# Terminal Lake
Der Terminal Lake ist ein Gletschersee im Queenstown-Lakes District der Region Otago auf der Südinsel von Neuseeland.

## Geographie
Der nur auf neueren Karten vermerkte See entstand durch den Rückzug des Peak Pass Glacier über die Jahre hinweg. Der Terminal Lake genannte See befindet sich auf einer Höhe von 1500 m und erstreckt sich über eine Länge von rund 1,16 km in Nord-Süd-Richtung. Der See umfasst eine Fläche von 25,7 Hektar, bei einem Umfang von rund 2,68 km. An seinem südwestlichen Ende entwässert der Gletschersee über einen rund 1000 m langen steil abfallenden Abfluss zum Rock Burn, der in den Dart River/Te Awa Whakatipu mündet.

## Monitoring
Das National Institute of Water and Atmospheric Research (NIWA) überwacht seit dem Jahr 1977 in einem Überwachungsprogramm neben 49 anderen Gletschern auch den Peak Pass Glacier. Die dabei aufgenommenen Daten und Fotomaterial weisen auf einen dramatischen Rückgang der Eismassen hin, sodass sich der See als neues Gewässer bilden konnte. In älteren Karten wurde das Tal, in dem sich heute der See befindet noch als Gletscher ausgewiesen.